# 岩石温泉

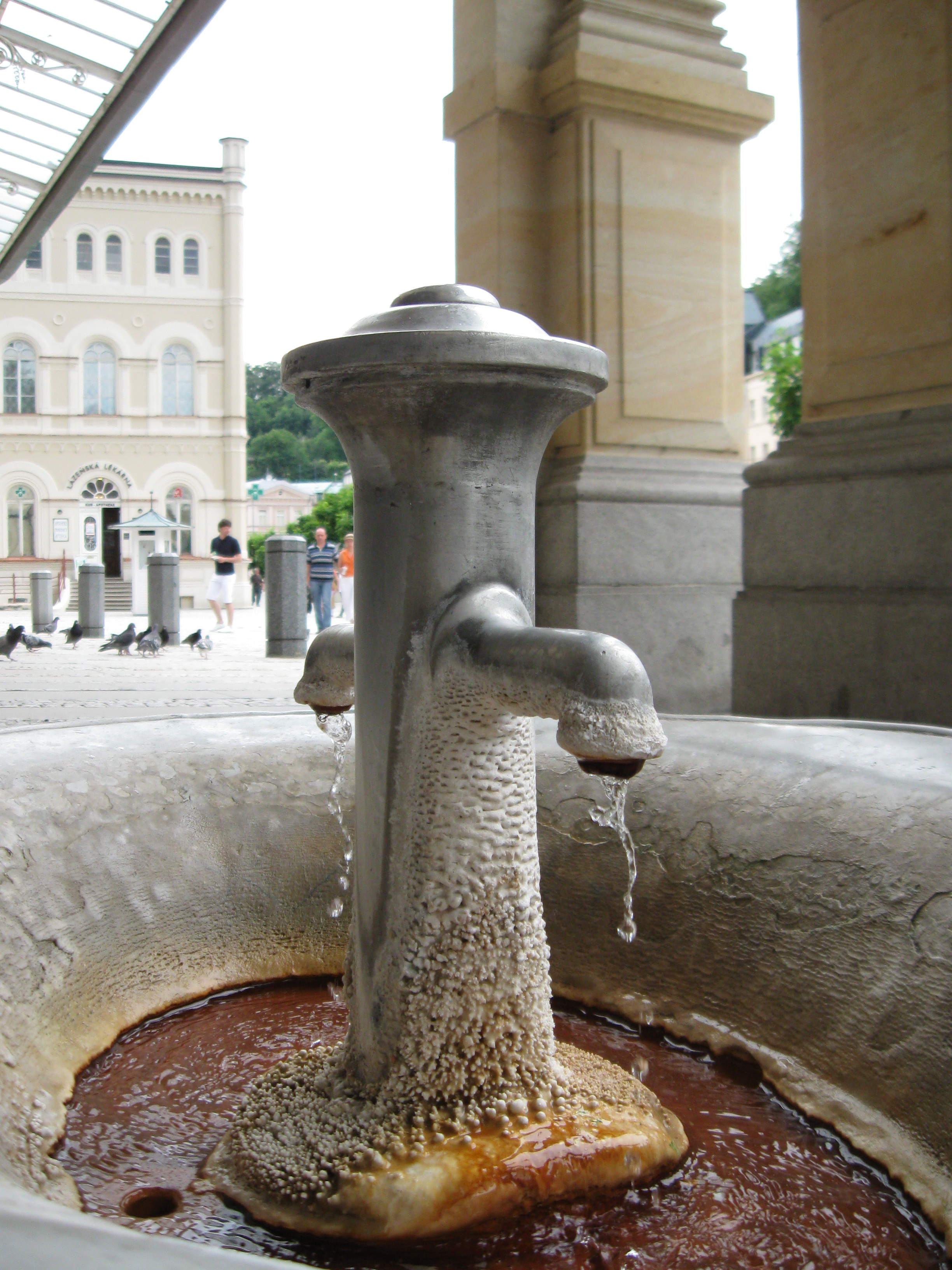
岩石温泉

岩石温泉（Skalní pramen）是捷克共和国卡罗维发利的15个喷泉之一。它坐落在磨坊温泉长廊的尽头，温度高达50 °C，水量相对较小 - 2.2升/分钟。水源来自地下30米深的岩层。